# Maurice Wouters
Maurice Wouters is een Vlaams acteur en orgelman. In onder andere 2014 trok hij door België en Nederland met een authentiek draaiorgel, naar eigen zeggen niet voor het geld, maar om de mensen te vermaken.

## Televisie
- Aspe - Rudy De Roo (2009)
- Spring - Opa Ferdinand (2008)
- Witse - Lucien Leemans (2006) en Dr Raeymaeckers (2012)
- Zone Stad - Stervende man (2005)
- Flikken - Verdonck (2003)
- Familie - Carine's pooier (2002)
- Sedes & Belli - Arbeider (2002)
- Spoed - Werfleider (2002)
- Café Majestic - King Kong (2000)
- Wittekerke - Cyriel Geldofs (1999-2008)
- Thuis - Commissaris (1997)
- F.C. De Kampioenen - Klant (1996) en Kennis van Maurice (2007)
- Lili & Marleen - Kandidaat koper (1995)